# Élection présidentielle sud-africaine de 1975
L'élection présidentielle sud-africaine de 1975 a consacré l'élection de Nicolaas Johannes Diederichs du parti national à l'unanimité du collège électoral formé par les membres du sénat et de la chambre de l'assemblée du parlement d'Afrique du Sud. 
Il est élu président de l'État (State President) de la république d'Afrique du Sud par le Parlement sud-africain le 21 février 1975 et prête serment le 19 avril 1975 au cours d'une cérémonie officielle à la Groote Kerk (grande église) du Cap. 